# Eutropia (żona Maksymiana)
Eutropia (zm. po 325) – pochodziła z Syrii i była żoną cesarza rzymskiego – Maksymiana. Para ta miała troje dzieci:
- późniejszego cesarza Maksencjusza,
- późniejszą cesarzową Faustę,
- późniejszą cesarzową Teodorę (matkę kolejnej Eutropii).